# فاينل فانتسي 7 ريميك
فاينل فانتازي 7 ريميك (بالإنجليزية: Final Fantasy VII Remake) هي لعبة أكشن تقمص الأدوار، صدرت بتاريخ 10 أبريل 2020، من تطوير ونشر شركة سكوير إنكس، وهي متوفرة على أجهزة بلاي ستيشن 4، بلاي ستيشن 5، وويندوز من خلال ستيم، وهي نسخة محسنة للعبة فاينل فانتسي 7 التي صدرت عام 1997 على أجهزة بلاي ستيشن 1 ومايكروسوفت ويندوز. لقد حصلت اللعبة على تقييمات إيجابية، مشيدين على رسوماتها وطريقة لعبها وسردها وموسيقاها. أشاد النقاد بالقصة الموسعة ونظام المعركة المحدث لعناصرها الإستراتيجية وازدهارها البصري، لكن الخطية والمهام الجانبية المتكررة، هي من تلقت انتقادات. أصبحت اللعبة واحدة من أسرع ألعاب بلاي ستيشن 4 مبيعًا، من خلال بيع أكثر من 3.5 مليون نسخة خلال ثلاثة أيام. شحنت اللعبة، أكثر من 7 ملايين نسخة حول العالم بحلول سبتمبر 2023.